# マーブルキャット
マーブルキャット（Pardofelis marmorata）は、食肉目ネコ科Pardofelis属に分類される食肉類。本種のみでPardofelis属を構成する説もある。別名マーブルドキャット、マーブルネコ。

## 分布
インド北東部、インドネシア（スマトラ島、ボルネオ島）、カンボジア、タイ王国、中華人民共和国南西部、ネパール、ブータン、ブルネイ、ベトナム、マレーシア、ミャンマー、ラオス
模式産地はジャワ島かスマトラ島とされていたが、スマトラ島と考えられている。

## 形態
体長45 - 53センチメートル、もしくは45-62cm。尾長48 - 55センチメートル、もしくは36-55cm。体重2 - 5キログラム。柔らかい体毛で密に被われる。背面が黒みがかった黄褐色、腹面が淡黄色。顔や頸部・背に黒い縞模様が入る。体側面には黒く縁取られた斑紋が入る。尾には黒い横縞と斑点が入る。斑紋は個体変異が大きい。
耳介は丸みを帯びる。耳介の後方は黒い体毛で被われ、白い斑点が入る（虎耳状斑）。虹彩は淡褐色。瞳孔は縦長の楕円形に収縮する。四肢はやや短い。爪は完全にさやに引っ込める事ができない。

## 分類
斑紋や細長い犬歯はウンピョウに類似するが体重はウンピョウの約3分の1と非常に小型であること、核型がヒョウ属やオオヤマネコ属と共通することから分類については混乱していた。ヒョウ亜科に含めたり、特にウンピョウと近縁とする説もあった。2006年に発表された分子系統推定の一例ではネコ亜科内で初期に分岐した系統に含まれるという解析結果が得られ、Pardofelis属に同じ系統のアジアゴールデンキャットとボルネオヤマネコを含める説もある。
毛色から亜種が分割されていた。以下の分類はMSW3(Wozencraft,2005)、分布・形態はIUCN SCC Cats Specialist(2017)に従う。
Pardofelis marmorata marmorata (Martin, 1837)
インドからミャンマー北部を除く東南アジア大陸部、スマトラ島、ボルネオ島
毛色が灰色で、斑紋が明瞭。
Pardofelis marmorata charltonii (Gray, 1846)
インドからミャンマー北部、ネパール、バングラデシュ。模式産地はダージリン。
毛色が褐色。
毛色の二型の境目はクラ地峡にあるとする説もある。X染色体およびY染色体上の遺伝子・ミトコンドリアDNAの分子系統解析から、インドシナ半島個体群とマレー半島（スンダ）個体群は約2,000,000年前に分岐したという解析結果が得られている。将来的にはクラ地峡以北の個体群が別種として分割され、毛色が褐色であると報告されているボルネオ島個体群が別亜種となる可能性がある。以下の分類・分布はIUCN SCC Cats Specialist(2017)に従う。
Pardofelis marmorata marmorata (Martin, 1837)
クラ地峡以南のタイ南部、マレーシア、インドネシア（スマトラ島、ボルネオ島）
毛色が灰色で、斑紋が明瞭。
Pardofelis marmorata longicaudata (Blainville, 1843)
インドからミャンマー北部、クラ地峡以北の東南アジア。
毛色が褐色。模式産地はコーチシナと考えられている。

## 生態
森林に生息し、熱帯にある多湿な落葉広葉樹と常緑広葉樹の混交林を好むと考えられている。夜行性で、単独行動を主とすると考えられている。
主に鳥類やリス類などの齧歯類を食べ、トカゲ類やカエル類も食べると考えられている。飼育下ではリス類・鳥類・カエルを食べた例がある。狩りは川沿いの土手や地上の開けた見通しの良い場所で行うという説もある。マーブルキャットの生息地となる樹の密集した森林では見つけることすら困難であるため、その生態はほとんど知られていない。

## 人間との関係
家禽を捕食する害獣とみなされることもある。
生息数の推移に関する詳細な報告はないが森林伐採や農地開発による生息地の破壊、皮革用や食用・骨目的の狩猟などにより生息数が減少していると考えられている。1975年のワシントン条約発効時からワシントン条約附属書Iに掲載されている。